# Плохая девочка (фильм, 2012)
«Плохая девочка» (фр. Mauvaise fille) — французская кинодрама 2012 года режиссёра Патрика Миля, экранизация одноимённого бестселлера Жюстин Леви. Исполнительница главной роли Изиа Ижлен была удостоена премии «Сезар» в номинации «самая многообещающая актриса».

## Сюжет
В фильме рассказывается о 25-летней Луизе, которая в течение одного дня узнаёт, что она беременна своим первым ребёнком, её мать серьезно больна раком, а её отец, рок-певец, продолжает контактировать с ней.

## В ролях
| Изиа Ижлен   | — | Луиза           |
| Кароль Буке  | — | Алиса           |
| Боб Гелдоф   | — | Жорж            |
| Артур Дюпон  | — | Пабло           |
| Жоана Прейсс | — | Брижитт         |
| Жак Вебер    | — | профессор Лекок |
| Эрик Савен   | — | доктор Липпи    |

## Награды и номинации
| Список наград и номинаций | Список наград и номинаций | Список наград и номинаций    | Список наград и номинаций | Список наград и номинаций | Список наград и номинаций |
| Премия                    | Год                       | Категория                    | Номинант                  | Результат                 | Ис.                       |
| ------------------------- | ------------------------- | ---------------------------- | ------------------------- | ------------------------- | ------------------------- |
| Премия «Люмьер»           | 2013                      | Лучшая начинающая актриса    | Изиа Ижлен                | Номинация                 | [ 4 ]                     |
| Премия «Сезар»            | 2013                      | Самая многообещающая актриса | Изиа Ижлен                | Победа                    | [ 2 ]                     |